# Delma fraseri
Espèce
Statut de conservation UICN

 LC  : Préoccupation mineure
Delma fraseri est une espèce de geckos de la famille des Pygopodidae.

## Répartition
Cette espèce est endémique du Sud-Ouest de l'Australie-Méridionale.

## Taxinomie
La sous-espèce Delma fraseri petersoni a été élevée au rang d'espèce.

## Étymologie
Cette espèce est nommée en l'honneur de Charles Fraser (1788–1831).

## Publication originale
- Gray, 1831 : Description of a new genus of ophisaurean animal, discovered by the late James Hunter, Esq., in New Holland. Zoological Miscellany, vol. 1, p. 14 (texte intégral).